# Enkoder liniowy
Enkoder liniowy – czujnik przemieszczenia, mierzący pozycję liniową (przemieszczenie) i przetwarzający zmierzoną wielkość na sygnał elektryczny do postaci analogowej lub cyfrowej.
Najczęściej enkoder liniowy działa na zasadzie przyrostowej jako enkoder przyrostowy, mierząc przemieszczenie wzorca inkrementalnego w stosunku do czytnika, poprzez zliczanie impulsów.
Do wyznaczania bezwzględnej pozycji służą enkodery absolutne.